# Antonio Marchi (Librettist)
Antonio Marchi (* um 1670?; † nach 1725) war ein italienischer Librettist.

## Leben
Über Marchis Leben ist wenig bekannt. Zwischen 1692 und 1725 schrieb er für venezianische Opernhäuser acht Libretti, die u. a. von Albinoni und Vivaldi vertont wurden.

## Stil
Marchi hatte keine großen dichterischen Ambitionen, jedoch ein gutes Gespür für bühnenwirksame Dialoge und Handlungen. Bei der Bearbeitung historischer Stoffe scheute er nicht vor Abweichungen von den überlieferten Quellen zurück.

## Werke
- La Rosalinda (1692), vertont von Ziani
- Zenobia, regina de’ Palmireni (1694), vertont von Albinoni
- Zenone, imperator d’oriente (1696), vertont von Albinoni
- Radamisto (1698), vertont von Albinoni
- Demetrio e Tolomeo (1702) vertont von Pollarolo
- L’ingannatore ingannato (1710), vertont von Ruggieri
- La costanza trionfante degl’amori e degl’odii (1716), vertont von Vivaldi
- Alcina delusa da Ruggero (1725), vertont von Albinoni